# Abyssianira bathyalis
Abyssianira bathyalis är en kräftdjursart som beskrevs av Just 1990. Abyssianira bathyalis ingår i släktet Abyssianira och familjen Paramunnidae. Inga underarter finns listade i Catalogue of Life.